# ブーサー
ブーサーとはじゃんけん、または虫拳の一種で、琉球文化圏（沖縄県および鹿児島県奄美群島）で見られる拳遊び。

## 遊び方
「じゃん、けん、ポン！」のかけ声と同じテンポで「ブー、サー、シッ！」と発声し、3拍目の「シッ！」のかけ声とともに親指、人差し指、小指のいずれかひとつを出す。
勝敗は、以下の要領で決まる。あいこの時には「あいこでしょ」のような新たなかけ声はかけず、3拍目のみを「シッ！シッ！シッ！」などと勝敗が決まるまで繰り返す。
- 親指／人差し指　＞　親指の勝ち
- 人差し指／小指　＞　人差し指の勝ち
- 小指／親指　＞　小指の勝ち

## 解釈
虫拳とおなじく、いわゆる「三すくみ」であり、親指＝ハブ、人差し指＝カエル、小指＝ナメクジに例えられる。ヘビではなくハブと解釈されるところは琉球文化圏らしいところである。
また、別解釈として親指＝夫（ウトゥ）、人差し指＝妻（トゥジ）、小指＝妾（ユーベー）とされることもある。妻は夫にかなわず、妾は妻にかなわないが、夫は妾に頭が上がらないという設定である。

ブーサーという呼び名についての由来は未詳だが、一説には菩薩（ぼさつ）の訛とも言われている。弥勒菩薩像に上記の三指を伸ばしているものが多く見られるためと考えられている。

## 漢字表記について
嘉手納宗徳『琉球史の再考察』p233（沖縄あき書房、1987年11月1日初版発行）に、「三、拇戦（ブーサー）」の項があり、「拇戦にもいろいろあるが、昔から沖縄で行われていたのはサミーとブーサーであったと思われる。」と記している。また、この漢字の初出として、汪楫の『使琉球雑録』において、その俗尚の項に
士大夫は事すること無く、輒ち聚りて飲み、好むに拇戦を以てす
を引用している。
なお、サミーは宮古ではサムイと称し、ブーサー酒を飲まされるとあることから、これが酒の席の場での手遊びであることが分かる。虫拳とは違い出した指の合計を競うものである。

これ以外にも、沖縄では、「武張った態度をとるもの」をブーサー（武者か？）というとことがあり、「ブーサー」と、掛け声のつく「ブーサーシッ」を使い分けるケースもある。